# Artibonite
Artibonite, (haitisk kreol: Latibonit) är ett av tio administrativa departement i Haiti. Befolkningen uppgår till 1,6 miljoner invånare och den administrativa huvudorten är Gonaïves. Den gränsar till departementen Nord-Ouest, Nord, Centre och Ouest. 
Den största floden i Haiti, Artibonite, rinner genom departementet.

## Administrativ indelning
Departementet är indelat i fem arrondissement som i sin tur är indelade i femton kommuner.
- Arrondissement de Dessalines
  1. Dessalines
  2. Desdunes
  3. Grande Saline
  4. Petite Rivière l'Artibonite
- Gonaïves
  1. Gonaïves
  2. Ennery
  3. L'Estère
- Gros Morne
  1. Gros Morne
  2. Anse Rouge
  3. Terre Neuve
- Marmelade
  1. Marmelade
  2. Saint Michel de l'Attalaye
- Saint-Marc
  1. Saint-Marc
  2. Verrettes
  3. La Chapelle